# Gyeszna
A Gyeszna (oroszul: Десна, ukránul: Десна [Deszna]) folyó Oroszország nyugati  vidékén és Ukrajnában, a Dnyeper leghosszabb, bal oldali mellékfolyója.

## Földrajz
Hossza: 1187 km, vízgyűjtő területe: 88 900 km², évi közepes vízhozama 360 m³/s.
Az oroszországi Szmolenszki területen és a Brjanszki területen, valamint az ukrajnai Csernyihivi területen és a Kijevi területen folyik keresztül.
Az alacsony Szmolenszki-hátságon, a Jelnya városka melletti mocsarakban ered. Kezdetben dél, majd délkelet felé tart, Brjanszknál éles kanyarral délnyugati irányba fordul, Ukrajnába belépve a Szumi terület és a Csernyihivi terület határán folyik tovább dél felé, később a határ vonalát elhagyva nyugati, Csernyihivtől délnyugati irányban halad és Kijev mellett ömlik a Dnyeperbe.
Felső szakaszán alacsony, mocsaras partok között kanyarog, folyása végig lassú, esése kicsi. Brjanszk alatt a jobb part felmagasodik, a bal parton nagyobb erdők húzódnak. A Gyeszna és mellékfolyója, a Nyerussza folyó közén 12 000 hektáros természetvédelmi területet alakítottak ki, melynek túlnyomó részét a két folyó sík, mocsaras árterei alkotják. A Gyeszna esése ezen a szakaszon 0,22 m/km, ártere 4–5 km, völgyének szélessége helyenként a 12–15 km-t is eléri. Medre általában 60–80 m széles, legnagyobb szélessége ezen a szakaszon 144 m. Jóval lejjebb, a Szejm torkolata után a folyó völgye kiszélesedik, a meder bizonytalan, kanyargós, mellékágakat és zátonyokat alkot.
A Gyeszna december elején befagy, az olvadás április elején kezdődik. Tavasszal rendszeresen árvíz van. Novhorod-Sziverszkijig, a tavaszi magas vízálláskor Brjanszkig vagy még tovább, Zsukovkáig hajózható.

## Mellékfolyók
- Jobbról: Szudoszty és Sznov.
- Balról: Bolva (Brjanszknál), Navlja, Nyerussza, Szejm, Oszter.

## Városok
- Oroszországban:
  - Gyesznogorszk (32 000 fő)
  - Brjanszk (424 000 fő)
  - Trubcsovszk (16 000 fő)
- Ukrajnában:
  - Novhorod-Sziverszkij (15 000 fő)
  - Csernyihiv (300 000 fő)

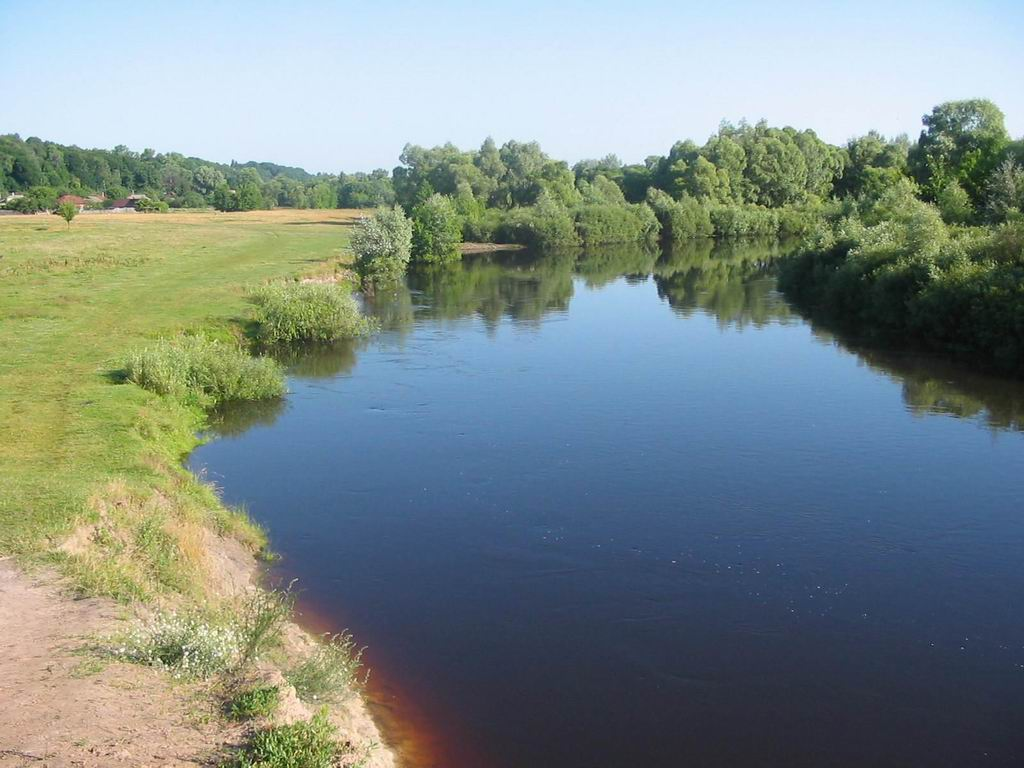
A Sznov, a Gyeszna mellékfolyója

A Gyesznogorszknál, Szmolenszktől 150 km-re létesített 42 km²-es víztározó az 1980-as évek óta üzemelő itteni atomerőmű hűtését szolgálja.